# Industrie en Turquie

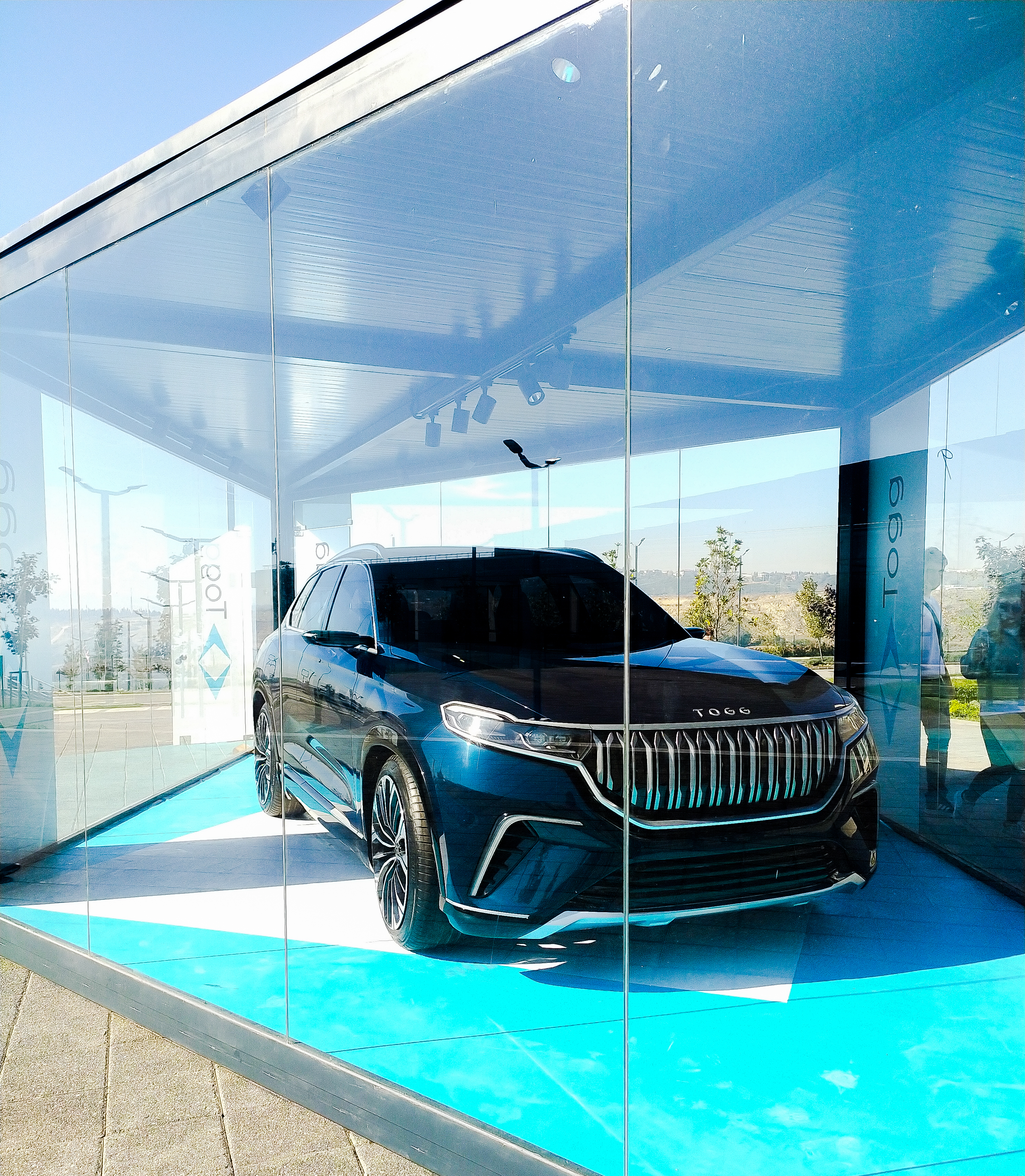
Togg, représente l’épine dorsale de l’industrie automobile turque.

L'industrie en Turquie est l'un des principaux secteurs de l'économie turque.